# Provincia di Manus
La  provincia di Manus  è una provincia della Papua Nuova Guinea appartenente alla Regione delle Isole. La provincia si estende sulle isole dell'Ammiragliato. Ha una superficie di circa 2.000 km².

## Geografia antropica

### Suddivisioni amministrative
La provincia è suddivisa in distretti, che a loro volta sono suddivisi in aree di governo locale (Local Level Government Areas).
| Distretto          | Capoluogo | Aree LLG                       |
| ------------------ | --------- | ------------------------------ |
| Distretto di Manus | Lorengau  | Aua-Wuvulu Rural               |
| Distretto di Manus | Lorengau  | Balopa Rural                   |
| Distretto di Manus | Lorengau  | Bisikani-Soparibeu Kabin Rural |
| Distretto di Manus | Lorengau  | Lelemadih-Bupi Chupei Rural    |
| Distretto di Manus | Lorengau  | Lorengau Urban                 |
| Distretto di Manus | Lorengau  | Los Negros Rural               |
| Distretto di Manus | Lorengau  | Nali Sopat-Penabu Rural        |
| Distretto di Manus | Lorengau  | Nigoherm Rural                 |
| Distretto di Manus | Lorengau  | Pobuma Rural                   |
| Distretto di Manus | Lorengau  | Pomutu-Kurti-Andra Rural       |
| Distretto di Manus | Lorengau  | Rapatona Rural                 |
| Distretto di Manus | Lorengau  | Tetidu Rural                   |